# Bob-Weltcup 2018/19
Der Bob-Weltcup 2018/19 begann am 3. Dezember 2018 in Sigulda und endete am 24. Februar 2019 in Calgary. Der Weltcup umfasste acht Stationen in Nordamerika und Europa und wurde parallel zum Skeleton-Weltcup 2018/19 ausgetragen. Veranstaltet wurde die Rennserie von der International Bobsleigh & Skeleton Federation (IBSF). Der Höhepunkt der Saison waren die Weltmeisterschaften vom 25. Februar bis 10. März 2019 in Whistler, deren Ergebnisse jedoch nicht zum Weltcup zählten.

## Weltcupkalender
| # | Datum                              | Land               | Ort            | Wettkampfstätte                                   |
| - | ---------------------------------- | ------------------ | -------------- | ------------------------------------------------- |
| 1 | 3.–9. Dezember 2018                | Lettland           | Sigulda        | Bob- und Rennschlittenbahn Sigulda                |
| 2 | 10.–16. Dezember 2018              | Deutschland        | Winterberg     | Veltins-Eisarena                                  |
| 3 | 31. Dezember 2018 – 6. Januar 2019 | Deutschland        | Altenberg      | Rennschlitten- und Bobbahn Altenberg              |
| 4 | 7.–13. Januar 2019                 | Deutschland        | Königssee      | Kunsteisbahn Königssee                            |
| 5 | 14.–20. Januar 2019                | Österreich         | Innsbruck-Igls | Olympia Eiskanal Innsbruck-Igls                   |
| 6 | 21.–27. Januar 2019                | Schweiz            | St. Moritz     | Olympia Bob Run St. Moritz–Celerina               |
| 7 | 11.–17. Februar 2019               | Vereinigte Staaten | Lake Placid    | Bobbahn Lake Placid                               |
| 8 | 18.–24. Februar 2019               | Kanada             | Calgary        | Bob- und Rennschlittenbahn im Canada Olympic Park |

## Übersicht
| 1. Weltcup in Sigulda, 3.–9. Dezember 2018 | 1. Weltcup in Sigulda, 3.–9. Dezember 2018 | 1. Weltcup in Sigulda, 3.–9. Dezember 2018 | 1. Weltcup in Sigulda, 3.–9. Dezember 2018 | 1. Weltcup in Sigulda, 3.–9. Dezember 2018 |
| ------------------------------------------ | ------------------------------------------ | ------------------------------------------ | ------------------------------------------ | ------------------------------------------ |
| Disziplin                                  | Erster Platz                               | Zweiter Platz                              | Dritter Platz                              |                                            |
| Zweierbob Frauen                           | Mariama Jamanka Annika Drazek              | Nadeschda Sergejewa Julija Belomestnych    | Anna Köhler Lisa-Sophie Gericke            |                                            |
| Zweierbob Männer                           | Francesco Friedrich Thorsten Margis        | Oskars Ķibermanis Matīss Miknis            | Benjamin Maier Markus Sammer               |                                            |
| Zweierbob Männer                           | Francesco Friedrich Martin Grothkopp       | Oskars Ķibermanis Matīss Miknis            | Christoph Hafer Tobias Schneider           |                                            |

| 2. Weltcup in Winterberg, 10.–16. Dezember 2018 | 2. Weltcup in Winterberg, 10.–16. Dezember 2018                             | 2. Weltcup in Winterberg, 10.–16. Dezember 2018                                  | 2. Weltcup in Winterberg, 10.–16. Dezember 2018                            | 2. Weltcup in Winterberg, 10.–16. Dezember 2018 |
| ----------------------------------------------- | --------------------------------------------------------------------------- | -------------------------------------------------------------------------------- | -------------------------------------------------------------------------- | ----------------------------------------------- |
| Disziplin                                       | Erster Platz                                                                | Zweiter Platz                                                                    | Dritter Platz                                                              |                                                 |
| Zweierbob Frauen                                | Stephanie Schneider Ann-Christin Strack                                     | Mariama Jamanka Annika Drazek                                                    | Elana Meyers Taylor Lake Kwaza                                             |                                                 |
| Viererbob                                       | DeutschlandNico Walther Paul Krenz Alexander Rödiger Eric Franke            | DeutschlandFrancesco Friedrich Alexander Schüller Jannis Bäcker Martin Grothkopp | DeutschlandJohannes Lochner Christopher Weber Florian Bauer Christian Rasp |                                                 |
| Viererbob                                       | DeutschlandFrancesco Friedrich Thorsten Margis Candy Bauer Martin Grothkopp | DeutschlandJohannes Lochner Marc Rademacher Christopher Weber Christian Rasp     | DeutschlandNico Walther Marco Hübenbecker Alexander Rödiger Eric Franke    |                                                 |

| 3. Weltcup in Altenberg, 31. Dezember 2018 – 6. Januar 2019 | 3. Weltcup in Altenberg, 31. Dezember 2018 – 6. Januar 2019                 | 3. Weltcup in Altenberg, 31. Dezember 2018 – 6. Januar 2019          | 3. Weltcup in Altenberg, 31. Dezember 2018 – 6. Januar 2019      | 3. Weltcup in Altenberg, 31. Dezember 2018 – 6. Januar 2019 |
| ----------------------------------------------------------- | --------------------------------------------------------------------------- | -------------------------------------------------------------------- | ---------------------------------------------------------------- | ----------------------------------------------------------- |
| Disziplin                                                   | Erster Platz                                                                | Zweiter Platz                                                        | Dritter Platz                                                    |                                                             |
| Zweierbob Frauen                                            | Mariama Jamanka Annika Drazek                                               | Christine de Bruin Kristen Bujnowski                                 | Elana Meyers Taylor Lake Kwaza                                   |                                                             |
| Zweierbob Männer                                            | Francesco Friedrich Thorsten Margis                                         | Justin Kripps Cam Stones                                             | Oskars Ķibermanis Matīss Miknis                                  |                                                             |
| Viererbob                                                   | DeutschlandFrancesco Friedrich Martin Grothkopp Thorsten Margis Candy Bauer | LettlandOskars Ķibermanis Matīss Miknis Jānis Strenga Arvis Vilkaste | DeutschlandNico Walther Paul Krenz Alexander Rödiger Eric Franke |                                                             |

| 4. Weltcup und Europameisterschaft in Königssee, 7.–13. Januar 2019 | 4. Weltcup und Europameisterschaft in Königssee, 7.–13. Januar 2019      | 4. Weltcup und Europameisterschaft in Königssee, 7.–13. Januar 2019  | 4. Weltcup und Europameisterschaft in Königssee, 7.–13. Januar 2019            | 4. Weltcup und Europameisterschaft in Königssee, 7.–13. Januar 2019 |
| ------------------------------------------------------------------- | ------------------------------------------------------------------------ | -------------------------------------------------------------------- | ------------------------------------------------------------------------------ | ------------------------------------------------------------------- |
| Disziplin                                                           | Erster Platz                                                             | Zweiter Platz                                                        | Dritter Platz                                                                  |                                                                     |
| Zweierbob Frauen                                                    | Mariama Jamanka Annika Drazek                                            | Elana Meyers Taylor Lake Kwaza                                       | Stephanie Schneider Ann-Christin Strack                                        |                                                                     |
| Zweierbob Männer                                                    | Francesco Friedrich Thorsten Margis                                      | Justin Kripps Cam Stones                                             | Johannes Lochner Christian Rasp                                                |                                                                     |
| Viererbob                                                           | DeutschlandJohannes Lochner Marc Rademacher Florian Bauer Christian Rasp | LettlandOskars Ķibermanis Matīss Miknis Jānis Strenga Arvis Vilkaste | DeutschlandFrancesco Friedrich Martin Grothkopp Alexander Schüller Candy Bauer |                                                                     |

| 5. Weltcup in Igls, 14.–20. Januar 2019 | 5. Weltcup in Igls, 14.–20. Januar 2019                                            | 5. Weltcup in Igls, 14.–20. Januar 2019                              | 5. Weltcup in Igls, 14.–20. Januar 2019                                  | 5. Weltcup in Igls, 14.–20. Januar 2019 |
| --------------------------------------- | ---------------------------------------------------------------------------------- | -------------------------------------------------------------------- | ------------------------------------------------------------------------ | --------------------------------------- |
| Disziplin                               | Erster Platz                                                                       | Zweiter Platz                                                        | Dritter Platz                                                            |                                         |
| Zweierbob Frauen                        | Stephanie Schneider Ann-Christin Strack                                            | Mariama Jamanka Kira Lipperheide                                     | Elana Meyers Taylor Sylvia Hoffmann                                      |                                         |
| Zweierbob Männer                        | Francesco Friedrich Thorsten Margis                                                | Johannes Lochner Florian Bauer                                       | Oskars Ķibermanis Matīss Miknis                                          |                                         |
| Viererbob                               | DeutschlandFrancesco Friedrich Martin Grothkopp Thorsten Margis Alexander Schüller | LettlandOskars Ķibermanis Arvis Vilkaste Jānis Strenga Matīss Miknis | DeutschlandJohannes Lochner Florian Bauer Marc Rademacher Christian Rasp |                                         |

| 6. Weltcup in St. Moritz, 21.–27. Januar 2019 | 6. Weltcup in St. Moritz, 21.–27. Januar 2019                                  | 6. Weltcup in St. Moritz, 21.–27. Januar 2019                            | 6. Weltcup in St. Moritz, 21.–27. Januar 2019                       | 6. Weltcup in St. Moritz, 21.–27. Januar 2019 |
| --------------------------------------------- | ------------------------------------------------------------------------------ | ------------------------------------------------------------------------ | ------------------------------------------------------------------- | --------------------------------------------- |
| Disziplin                                     | Erster Platz                                                                   | Zweiter Platz                                                            | Dritter Platz                                                       |                                               |
| Zweierbob Frauen                              | Elana Meyers Taylor Lauren Gibbs                                               | Stephanie Schneider Lisa-Sophie Gericke                                  | Mariama Jamanka Franziska Bertels                                   |                                               |
| Zweierbob Männer                              | Francesco Friedrich Alexander Schüller                                         | Johannes Lochner Christian Rasp                                          | Oskars Ķibermanis Matīss Miknis                                     |                                               |
| Viererbob                                     | DeutschlandFrancesco Friedrich Alexander Schüller Candy Bauer Martin Grothkopp | DeutschlandJohannes Lochner Gregor Bermbach Christian Rasp Florian Bauer | LettlandOskars Ķibermanis Matīss Miknis Jānis Strenga Lusis Helvijs |                                               |

| 7. Weltcup in Lake Placid, 11.–17. Februar 2019 | 7. Weltcup in Lake Placid, 11.–17. Februar 2019              | 7. Weltcup in Lake Placid, 11.–17. Februar 2019                     | 7. Weltcup in Lake Placid, 11.–17. Februar 2019                          | 7. Weltcup in Lake Placid, 11.–17. Februar 2019 |
| ----------------------------------------------- | ------------------------------------------------------------ | ------------------------------------------------------------------- | ------------------------------------------------------------------------ | ----------------------------------------------- |
| Disziplin                                       | Erster Platz                                                 | Zweiter Platz                                                       | Dritter Platz                                                            |                                                 |
| Zweierbob Frauen                                | Elana Meyers Taylor Lake Kwaza                               | Christine de Bruin Kristen Bujnowski                                | Stephanie Schneider Deborah Levi                                         |                                                 |
| Zweierbob Männer                                | Francesco Friedrich Thorsten Margis                          | Romain Heinrich Dorian Hauterville                                  | Justin Kripps Cam Stones                                                 |                                                 |
| Viererbob                                       | KanadaJustin Kripps Benjamin Coakwell Ryan Sommer Cam Stones | LettlandOskars Ķibermanis Jānis StrengaArvis Vilkaste Matīss Miknis | RusslandMaxim Andrianow Wassili Kondratenko Alexei Saizew Ruslan Samitow |                                                 |

| 8. Weltcup in Calgary, 18.–24. Februar 2019 | 8. Weltcup in Calgary, 18.–24. Februar 2019                                 | 8. Weltcup in Calgary, 18.–24. Februar 2019                      | 8. Weltcup in Calgary, 18.–24. Februar 2019                                | 8. Weltcup in Calgary, 18.–24. Februar 2019 |
| ------------------------------------------- | --------------------------------------------------------------------------- | ---------------------------------------------------------------- | -------------------------------------------------------------------------- | ------------------------------------------- |
| Disziplin                                   | Erster Platz                                                                | Zweiter Platz                                                    | Dritter Platz                                                              |                                             |
| Zweierbob Frauen                            | Mariama Jamanka Annika Drazek                                               | Elana Meyers Taylor Lauren Gibbs                                 | Stephanie Schneider Ann-Christin Strack                                    |                                             |
| Zweierbob Männer                            | Francesco Friedrich Thorsten Margis                                         | Justin Kripps Cam Stones                                         | Johannes Lochner Christopher Weber                                         |                                             |
| Viererbob                                   | DeutschlandFrancesco Friedrich Martin Grothkopp Candy Bauer Thorsten Margis | DeutschlandNico Walther Paul Krenz Alexander Rödiger Eric Franke | DeutschlandJohannes Lochner Christian Rasp Florian Bauer Christopher Weber |                                             |

## Frauen

### Ergebnisse Zweierbob
| Rang | Pilotin             | SIG | WIN | ALT | KÖN | INS | STM | LAP | CAL | Punkte |
| ---- | ------------------- | --- | --- | --- | --- | --- | --- | --- | --- | ------ |
| 01.  | Mariama Jamanka     | 01  | 02  | 01  | 01  | 02  | 03  | 04  | 01  | 1712   |
| 02.  | Stephanie Schneider | 08  | 01  | 06  | 03  | 01  | 02  | 03  | 03  | 1596   |
| 03.  | Elana Meyers Taylor | DSQ | 03  | 03  | 02  | 03  | 01  | 01  | 02  | 1470   |
| 04.  | Nadeschda Sergejewa | 02  | 05  | 07  | 12  | 05  | 07  | 08  | 05  | 1386   |
| 05.  | Anna Köhler         | 03  | 04  | 05  | 07  | 04  | 04  | 06  | –   | 1304   |
| 06.  | Brittany Reinbolt   | 05  | 11  | 11  | 14  | 07  | 11  | 05  | 05  | 1240   |
| 07.  | An Vannieuwenhuyse  | 06  | 08  | 08  | 08  | 12  | 08  | 10  | 13  | 1208   |
| 08.  | Katrin Beierl       | 07  | 06  | 09  | 04  | 06  | DSQ | –   | 04  | 1056   |
| 09.  | Mica McNeill        | –   | 07  | 04  | 06  | 11  | 05  | 09  | –   | 1008   |
| 10.  | Martina Fontanive   | DNS | 10  | 12  | 10  | 09  | 09  | 12  | 10  | 0984   |
| 11.  | Ljubow Tschernych   | 04  | 09  | 13  | 13  | 08  | –   | 13  | 14  | 0976   |
| 12.  | Andreea Grecu       | –   | –   | –   | 05  | 10  | 06  | 07  | 10  | 0816   |
| 13.  | Christine de Bruin  | –   | –   | 02  | 10  | –   | –   | 02  | –   | 0564   |
| 14.  | Alysia Rissling     | –   | –   | 10  | 09  | –   | –   | –   | 07  | 0464   |
| 15.  | Nicole Vogt         | –   | –   | –   | –   | –   | –   | 11  | 08  | 0296   |
| 14.  | Qing Ying           | –   | –   | 10  | 09  | –   | –   | –   | 07  | 0160   |
| 17.  | Eveline Rebsamen    | –   | –   | –   | –   | –   | 10  | –   | –   | 0144   |
| 18.  | Kori Hol            | –   | –   | –   | –   | –   | –   | –   | 12  | 0128   |
| 19.  | Elfje Willemsen     | –   | 12  | –   | –   | –   | –   | –   | –   | 0128   |
| 20.  | Breeana Walker      | –   | –   | –   | –   | 13  | –   | –   | –   | 0120   |
| 21.  | Mingming Huai       | –   | –   | –   | –   | –   | –   | –   | 15  | 0104   |

| Legende | Legende | Legende | Legende                                                    |
| ------- | ------- | ------- | ---------------------------------------------------------- |
| 1       | 2       | 3       | Podest-Platzierungen                                       |
|         |         |         | übrige Platzierungen                                       |
| DSQ     | DSQ     | DSQ     | Disqualifikation                                           |
| DNS     | DNS     | DNS     | Did not start / Gemeldet, aber nicht zum Rennen angetreten |

## Männer

### Gesamtweltcup
| Rang | Name                | Punkte | Siege |
| ---- | ------------------- | ------ | ----- |
| 01   | Francesco Friedrich | 1800   | 8     |
| 02   | Oskars Ķibermanis   | 1564   | 0     |
| 03   | Nico Walther        | 1232   | 0     |
| 04   | Dominik Dvořák      | 1152   | 0     |
| 05   | Won Yun-jong        | 1140   | 0     |
| 06   | Romain Heinrich     | 1058   | 0     |
| 07   | Maxim Andrianow     | 1036   | 0     |
| 08   | Justin Kripps       | 1022   | 0     |
| 09   | Luty Mateusz        | 1000   | 0     |
| 10   | Johannes Lochner    | 0988   | 0     |

| Rang | Name                | Punkte | Siege |
| ---- | ------------------- | ------ | ----- |
| 01   | Francesco Friedrich | 1727   | 5     |
| 02   | Oskars Ķibermanis   | 1616   | 0     |
| 03   | Johannes Lochner    | 1605   | 1     |
| 04   | Nico Walther        | 1531   | 1     |
| 05   | Maxim Andrianow     | 1496   | 0     |
| 06   | Won Yun-jong        | 1240   | 0     |
| 07   | Dominik Dvořák      | 1088   | 0     |
| 08   | Alexander Bredichin | 1016   | 0     |
| 09   | Markus Treichl      | 1000   | 0     |
| 10   | Ivo de Bruin        | 0988   | 0     |

| Rang | Name                | Punkte | Siege |
| ---- | ------------------- | ------ | ----- |
| 01   | Francesco Friedrich | 3527   | 13    |
| 02   | Oskars Ķibermanis   | 3180   | 0     |
| 03   | Nico Walther        | 2763   | 01    |
| 04   | Johannes Lochner    | 2593   | 01    |
| 05   | Maxim Andrianow     | 3532   | 0     |
| 06   | Won Yun-jong        | 2380   | 0     |
| 07   | Dominik Dvořák      | 2240   | 0     |
| 08   | Markus Treichl      | 1920   | 0     |
| 09   | Justin Kripps       | 1919   | 01    |
| 10   | Ivo de Bruin        | 1864   | 0     |

### Ergebnisse Zweierbob
| Rang      | Pilot                | SI1      | SI2      | ALT | KÖN | INS | STM | LAP | CAL | Punkte     |
| --------- | -------------------- | -------- | -------- | --- | --- | --- | --- | --- | --- | ---------- |
| 01.       | Francesco Friedrich  | 01       | 01       | 01  | 01  | 01  | 01  | 01  | 01  | 1800       |
| 02.       | Oskars Ķibermanis    | 02       | 02       | 03  | 05  | 03  | 03  | 05  | 06  | 1564       |
| 03.       | Nico Walther         | 06       | 04       | 04  | 05  | –   | 14  | 04  | 05  | 1232       |
| 04.       | Dominik Dvořák       | 04       | 06       | 13  | 14  | 05  | 10  | 17  | 11  | 1152       |
| 05.       | Won Yun-jong         | 14       | 12       | 09  | 20  | 10  | 05  | 08  | 04  | 1140       |
| 06.       | Romain Heinrich      | –        | –        | 05  | 04  | 08  | 09  | 02  | 08  | 1058       |
| 07.       | Maxim Andrianow      | 05       | 05       | 06  | 08  | 17  | 17  | 20  | 17  | 1036       |
| 08.       | Justin Kripps        | –        | –        | 02  | 02  | 04  | –   | 03  | 02  | 1022       |
| 09.       | Luty Mateusz         | 11       | 11       | 11  | 07  | 14  | 07  | –   | 10  | 1000       |
| 10.       | Johannes Lochner     | –        | –        | DNF | 03  | 02  | 02  | 07  | 03  | 0988       |
| 11.       | Markus Treichl       | 10       | 10       | 08  | 11  | 11  | 15  | –   | 16  | 0920       |
| 12.       | Ivo de Bruin         | 16       | DNS      | 07  | 12  | 15  | 11  | 11  | 13  | 0888       |
| 13.       | Michael Vogt         | 18       | 17       | –   | 15  | 12  | 04  | 12  | 09  | 0872       |
| 14.       | Codie Bascue         | 09       | 14       | 17  | 16  | 17  | 13  | 09  | –   | 0808       |
| 15.       | Justin Olsen         | 17       | 16       | 19  | 18  | 17  | 16  | 14  | 12  | 0762       |
| 16.       | Nicholas Poloniato   | –        | –        | 14  | 09  | 07  | –   | 09  | 07  | 0752       |
| 17.       | Alexander Bredichin  | 12       | 08       | 12  | 13  | 21  | –   | 16  | 26  | 0730       |
| 18.       | Ralfs Bērziņš        | 07       | 07       | 10  | –   | 16  | –   | 19  | 25  | 0690       |
| 19.       | Brad Hall            | –        | –        | 15  | 09  | 08  | 06  | –   | –   | 0592       |
| 20.       | Benjamin Maier       | 03       | 09       | 18  | 21  | –   | –   | –   | 20  | 0562       |
| 21.       | Christoph Hafer      | 07       | 03       | –   | –   | 06  | –   | –   | –   | 0544       |
| 22.       | Rudy Rinaldi         | –        | –        | –   | 19  | 13  | 08  | 13  | –   | 0474       |
| 23.       | Timo Rohner          | –        | –        | –   | 17  | 22  | 18  | 23  | –   | 0274       |
| 24.       | Suk Young-jin        | –        | –        | –   | –   | 20  | 20  | 15  | 21  | 0302       |
| 25.       | Dmitri Popow         | –        | –        | –   | 21  | 24  | 12  | 22  |     | 0291       |
| 26.       | Pius Meyerhans       | 15       | 15       | –   | –   | –   | –   | –   |     | 0208       |
| 27.       | Dražen Silić         | –        | –        | –   | 23  | 25  | 22  | –   | 27  | 0178       |
| 28.       | Chris Springs        | –        | –        | –   | –   | –   | –   | 06  | –   | 0176       |
| 29.       | Geoffrey Gadbois     | –        | –        | –   | –   | –   | –   | 17  | 17  | 0176       |
| 30.       | Iwan Linjutschew     | –        | –        | 16  | –   | –   | 19  | –   | –   | 0170       |
| 31.       | Lamin Deen           | –        | –        | –   | –   | –   | –   | 21  | 22  | 0117       |
| 32.       | Yijun Shao           | –        | –        | –   | –   | –   | –   | –   | 14  | 0112       |
| 33.       | Mihai Țentea         | –        | –        | –   | –   | –   | –   | –   | 15  | 0104       |
| 34.       | Hunter Church        | –        | –        | –   | –   | –   | –   | –   | 19  | 0074       |
| 35.       | Patrick Baumgartner  | –        | –        | –   | –   | –   | 21  | –   | –   | 0062       |
| 36.       | Kaizhi Sun           | –        | –        | –   | –   | –   | –   | –   | 23  | 0050       |
| 37.       | Vuk Rađenović        | –        | –        | –   | –   | –   | 23  | –   | –   | 0050       |
| 38.       | Patrick Geiger       | –        | –        | –   | –   | 23  | –   | –   | –   | 0050       |
| DSQ (26.) | Alexander Kasjanow 1 | DSQ (13) | DSQ (13) | –   | –   | –   | –   | –   | –   | DSQ 0(240) |

| Legende | Legende | Legende | Legende                                                    |
| ------- | ------- | ------- | ---------------------------------------------------------- |
| 1       | 2       | 3       | Podest-Platzierungen                                       |
|         |         |         | übrige Platzierungen                                       |
| DNF     | DNF     | DNF     | Did not finish / Rennen begonnen aber nicht beendet        |
| DNS     | DNS     | DNS     | Did not start / Gemeldet, aber nicht zum Rennen angetreten |

### Ergebnisse Viererbob
| Rang | Pilot               | WI1 | WI2 | ALT | KÖN | INS | STM | LAP | CAL | Punkte |
| ---- | ------------------- | --- | --- | --- | --- | --- | --- | --- | --- | ------ |
| 01.  | Francesco Friedrich | 02  | 01  | 01  | 03  | 01  | 01  | 04  | 01  | 1727   |
| 02.  | Oskars Ķibermanis   | 04  | 04  | 02  | 02  | 02  | 03  | 02  | 04  | 1616   |
| 03.  | Johannes Lochner    | 03  | 02  | 04  | 01  | 03  | 02  | 07  | 03  | 1605   |
| 04.  | Nico Walther        | 01  | 03  | 03  | 07  | 07  | 06  | 05  | 02  | 1531   |
| 05.  | Maxim Andrianow     | 05  | 06  | 05  | 04  | 04  | 04  | 03  | 06  | 1496   |
| 06.  | Won Yun-jong        | 12  | 09  | 07  | 06  | 12  | 08  | 06  | 09  | 1240   |
| 07.  | Dominik Dvořák      | 07  | 08  | 06  | 12  | 05  | DSQ | 15  | 07  | 1088   |
| 08.  | Alexander Bredichin | 08  | 07  | 09  | 11  | 10  | –   | 09  | 15  | 1016   |
| 09.  | Markus Treichl      | 10  | 10  | 08  | 10  | 08  | 12  | –   | 13  | 1000   |
| 10.  | Ivo de Bruin        | 14  | 11  | 14  | 08  | 15  | 11  | 17  | 12  | 0976   |
| 11.  | Justin Kripps       | –   | –   | 12  | 05  | 06  | –   | 01  | 05  | 0897   |
| 12.  | Rudy Rinaldi        | 08  | –   | –   | 09  | 11  | 04  | 19  | 10  | 0858   |
| 13.  | Romain Heinrich     | 13  | 16  | 15  | 14  | 19  | 17  | –   | 08  | 0754   |
| 14.  | Brad Hall           | 15  | 17  | 13  | 19  | 14  | 14  | –   | –   | 0610   |
| 15.  | Michael Vogt        | DSQ | 12  | –   | 21  | 18  | 13  | 19  | 11  | 0600   |
| 16.  | Codie Bascue        | –   | –   | 20  | 15  | 13  | 09  | 11  | –   | 0580   |
| 17.  | Benjamin Maier      | 06  | 05  | 10  | 20  | –   | –   | –   | –   | 0572   |
| 18.  | Ralfs Bērziņš       | 11  | 13  | 11  | –   | 08  | –   | –   | –   | 0552   |
| 19.  | Justin Olsen        | 15  | 14  | 19  | 18  | 21  | 19  | –   | –   | 0506   |
| 20.  | Dmitri Popow        | –   | –   | –   | 13  | 15  | 07  | 16  | –   | 0488   |
| 21.  | Poloniato Nicholas  | –   | –   | 17  | 17  | 17  | –   | 18  | 14  | 0456   |
| 22.  | Pius Meyerhans      | 17  | 15  | –   | 22  | 20  | 18  | –   | –   | 0396   |
| 23.  | Suk Young-jin       | –   | –   | –   | –   | 22  | 16  | 14  | 16  | 0360   |
| 24.  | Luty Mateusz        | –   | –   | 18  | 16  | –   | 20  | –   | –   | 0244   |
| 25.  | Church Hunter       | –   | –   | –   | –   | –   | –   | 08  | 18  | 0240   |
| 26.  | Iwan Linjutschew    | –   | –   | 16  | –   | –   | 10  | –   | –   | 0240   |
| 27.  | Geoffrey Gadbois    | –   | –   | –   | –   | –   | –   | 12  | 17  | 0216   |
| 28.  | Lamin Deen          | –   | –   | –   | –   | –   | –   | 13  | 19  | 0194   |
| 29.  | Elana Meyers Taylor | 18  | 18  | –   | –   | –   | –   | –   | –   | 0160   |
| 30.  | Chris Spring        | –   | –   | –   | –   | –   | –   | 10  | –   | 0144   |
| 31.  | Patrick Baumgartner | –   | –   | –   | –   | –   | 15  | –   | –   | 0104   |
| 32.  | Yijun Shao          | –   | –   | –   | –   | –   | –   | –   | 20  | 0068   |
| 33.  | Kaizhi Sun          | –   | –   | –   | –   | –   | –   | –   | 21  | 0062   |
| 34.  | Jakub Stano         | –   | –   | –   | –   | 23  | –   | –   | –   | 0050   |
| 35.  | Dražen Silić        | –   | –   | –   | 23  | –   | –   | –   | –   | 0050   |

| Legende | Legende | Legende | Legende              |
| ------- | ------- | ------- | -------------------- |
| 1       | 2       | 3       | Podest-Platzierungen |
|         |         |         | übrige Platzierungen |
| DSQ     | DSQ     | DSQ     | Disqualifikation     |

### Ergebnisse Kombination
Für die Wertung der Kombination werden die Punkte aus den Ergebnissen des Zweier- und Viererbobs addiert.
| Rang | Pilot               | 2er  | 4er  | Gesamtpunkte |
| ---- | ------------------- | ---- | ---- | ------------ |
| 01.  | Francesco Friedrich | 1800 | 1727 | 3527         |
| 02.  | Oskars Ķibermanis   | 1564 | 1616 | 3180         |
| 03.  | Nico Walther        | 1231 | 1531 | 2763         |
| 04.  | Johannes Lochner    | 0988 | 1605 | 2593         |
| 05.  | Maxim Andrianow     | 1036 | 1496 | 2532         |
| 06.  | Won Yun-jong        | 1140 | 1240 | 2380         |
| 07.  | Dominik Dvořák      | 1152 | 1088 | 2240         |
| 08.  | Markus Treichl      | 0920 | 1000 | 1920         |
| 09.  | Justin Kripps       | 1022 | 0897 | 1919         |
| 10.  | Ivo de Bruin        | 0888 | 0976 | 1864         |
| 11.  | Romain Heinrich     | 0688 | 0754 | 1812         |
| 12.  | Alexander Bredichin | 0730 | 1016 | 1746         |
| 13.  | Michael Vogt        | 0872 | 0600 | 1472         |
| 14.  | Codie Bascue        | 0808 | 0580 | 1388         |
| 15.  | Rudy Rinaldi        | 0474 | 0858 | 1332         |
| 16.  | Justin Olsen        | 0762 | 0506 | 1268         |
| 17.  | Luty Mateusz        | 1000 | 0244 | 1244         |
| 18.  | Ralfs Bērziņš       | 0690 | 0552 | 1242         |
| 19.  | Nicholas Poloniato  | 0752 | 0456 | 1208         |
| 20.  | Brad Hall           | 0592 | 0610 | 1202         |
| 21.  | Benjamin Maier      | 0562 | 0572 | 1134         |
| 22.  | Dmitri Popow        | 0291 | 0488 | 0779         |
| 23.  | Suk Young-jin       | 0302 | 0360 | 0662         |
| 24.  | Pius Meyerhans      | 0208 | 0396 | 0604         |
| 25.  | Iwan Linjutschew    | 0170 | 0240 | 0410         |
| 28.  | Geoffrey Gadbois    | 0178 | 0216 | 0392         |
| 27.  | Chris Spring        | 0176 | 0144 | 0320         |
| 28.  | Hunter Church       | 0074 | 0240 | 0314         |
| 29.  | Lamin Deen          | 0118 | 0194 | 0312         |
| 30.  | Dražen Silić        | 0178 | 0050 | 0228         |
| 31.  | Yijun Shao          | 0112 | 0068 | 0180         |
| 32.  | Patrick Baumgartner | 0062 | 0104 | 0166         |
| 33.  | Kaizhi Sun          | 0050 | 0062 | 0112         |